# Бофорд (тауншип, Миннесота)
Бофорд (англ. Beauford) — тауншип в округе Блу-Эрт, Миннесота, США. На 2000 год его население составило 442 человека.

## География
По данным Бюро переписи населения США площадь тауншипа составляет 92,9 км², из которых 92,1 км² занимает суша, а 0,8 км² — вода (0,86 %).

## Демография
По данным переписи населения 2000 года здесь находились 442 человека, 159 домохозяйств и 123 семьи.  Плотность населения —  4,8 чел./км².  На территории тауншипа расположено 163 постройки со средней плотностью 1,8 построек на один квадратный километр. Расовый состав населения: 98,64 % белых, 0,68 % азиатов, 0,23 % — других рас США и 0,45 % приходится на две или более других рас. Испанцы или латиноамериканцы любой расы составляли 0,90 % от популяции тауншипа.
Из 159 домохозяйств в 36,5 % воспитывались дети до 18 лет, в 67,3 % проживали супружеские пары, в 5,7 % проживали незамужние женщины и в 22,6 % домохозяйств проживали несемейные люди. 17,0 % домохозяйств состояли из одного человека, при том 9,4 % из — одиноких пожилых людей старше 65 лет. Средний размер домохозяйства — 2,78, а семьи — 3,15 человека.
29,0 % населения — младше 18 лет, 7,5 % — в возрасте от 18 до 24 лет, 28,5 % — от 25 до 44, 20,1 % — от 45 до 64, и 14,9 % — старше 65 лет. Средний возраст — 36 лет. На каждые 100 женщин приходилось 104,6 мужчин.  На каждые 100 женщин старше 18 приходилось 107,9 мужчин.
Средний годовой доход домохозяйства составлял 43 542 доллара, а средний годовой доход семьи —  47 656 долларов. Средний доход мужчин —  33 333  доллара, в то время как у женщин — 27 500. Доход на душу населения составил 18 029 долларов. За чертой бедности находились 4,7 % семей и 5,5 % всего населения тауншипа, из которых 3,5 % младше 18 и 10,7 % старше 65 лет.